# García Enríquez Osorio
García Enríquez Osorio (fallecido en Sevilla en 1448) era un sacerdote español que fue obispo de Oviedo y arzobispo de Sevilla.

## Biografía
Hijo de Rodrigo Álvarez Osorio, señor de Cabrera y Ribera, y de Aldonza Enríquez, hija de Alfonso Enríquez de Castilla, el 9 de octubre de 1441 fue nombrado obispo de Oviedo. Era sobrino del almirante de Castilla don Fadrique Enríquez y puede que por su influencia fuese elegido arzobispo de Sevilla. Fue uno de los pretendientes al arzobispado de Toledo a la muerte en 1442 de Juan de Cerezuela, junto con Pedro de Castilla de Eril, obispo de Palencia y Gutierre Álvarez de Toledo, arzobispo de Sevilla. Al ser elegido Gutierre para esa sede, García ocupó la vacante que este último dejó como Arzobispo de Sevilla el 2 de julio de 1442.
| Predecesor: Diego II                   | Obispo de Oviedo 1441 – 1442     | Sucesor: Diego Rapado      |
| Predecesor: Gutierre Álvarez de Toledo | Arzobispo de Sevilla 1442 – 1448 | Sucesor: Juan de Cervantes |